# Agyidóc
Agyidóc (szlovákul: Adidovce) község Szlovákiában, az Eperjesi kerület Homonnai járásában.

## Fekvése
Homonnától 16 km-re északkeletre, az Udava-patak jobb partján fekszik.

## Története
A települést soltész általi betelepítéssel alapították valószínűleg a 15. században, a homonnai uradalom területén. Első írásos említése 1543-ból származik. Birtokosai a Drugethek voltak. 1600-ban a soltész házán kívül 6 jobbágyháza volt még. Lakói főként földművelésből éltek. 1715-ben 8, 1720-ban 6 adózó háztartása volt.
A 18. század végén Vályi András így ír róla: „AGYIDOTZ. Tót falu Zemplén Vármegyében, lakosai katolikusok, fekszik Felső Körtvéllyesnek szomszédságában. Határja közép termékenységű, ’s ha trágyáztatik, minden féle gabonát terem, fája épűletre elég, réttye, ’s legelőle meglehetős, itatója alkalmatos, piatzozása Homonnán, de mivel földgye soványos, második Osztálybéli.”
1828-ban 31 házában 231 lakos élt.
Fényes Elek 1851-ben kiadott geográfiai szótárában így ír a faluról: „Agyidócz, tót falu, Zemplén vgyében, Szinnához 1 mfdnyire; 126 r., 80 g. kath., 11 zsidó lak., 802 h. szántófölddel, hegyes, sovány határral. F. u. gr. Csáky. Ut. post. Nagy-Mihály.”
A 19. század második felében kolera pusztított, melyben 24 lakos hunyt el.
Borovszky Samu monográfiasorozatának Zemplén vármegyét tárgyaló része szerint: „Agyidócz, tót kisközség 50 házzal és 338 gör.-kath. vallású lakossal. E község 1598-ban a homonnai uradalomhoz tartozott s Homonnai Borbála, István és György voltak az urai. Némelyek szerint valami Aegidius, vagyis Egyed nevű ember volna alapítója, a ki itt állítólag az erdőt kiírtotta és a község alapját megvetette. A XVII. században Drugeth György Adjudócz néven a homonnai jezsuitáknak adományozza. Később a Csákyaké lett s a mult század első felében gróf Csáky Antal volt az ura, míg most gróf Andrássy Géza a birtokosa. 1873-ban kolera pusztított a községben. Postája és vasúti állomása Udva, távíró-állomása pedig Homonna.”
1920 előtt Zemplén vármegye Homonnai járásához tartozott.

## Népessége
| Év:            | 1994. | 2004.   | 2014.   | 2024.    |
| -------------- | ----- | ------- | ------- | -------- |
| Emberek száma: | 229   | 221     | 211     | 234      |
| Eltérés:       |       | -3,49 % | -4,52 % | +10,90 % |

| Év:            | 2023. | 2024.   |
| -------------- | ----- | ------- |
| Emberek száma: | 228   | 234     |
| Eltérés:       |       | +2,63 % |

1910-ben 300, túlnyomórészt szlovák lakosa volt.
2001-ben 233 lakosából 219 szlovák volt.
2011-ben 212 lakosából 200 szlovák.

## Nevezetességei
Szent Cirill és Metód tiszteletére szentelt római katolikus temploma.